# La Prune
Pour les articles homonymes, voir Prune (homonymie).
La Prune est une huile sur toile réalisée par le peintre Édouard Manet vers 1877 et conservée à la National Gallery of Art de Washington (États-Unis). Angleterre  

## Contexte
L'œuvre a la particularité d'appartenir à la fois à la catégorie des scènes de cafés et à celle des portraits féminins, deux genres très prisés par Edouard Manet. 

## Description
Cette œuvre est une huile sur toile au format 73,6 × 50,2 cm. 
Elle représente une jeune femme habillée d'une robe couleur rose assise sur une banquette rouge, la tête appuyée sur sa main droite ; sur la table devant elle, dont le dessus est en marbre, est posé un petit verre contenant une prune à l'eau de vie — qui donne son titre à l'œuvre ; la jeune femme tient dans sa main gauche une cigarette roulée non allumée et elle a le regard tourné vers la gauche. 
Sur le plan de la structure des couleurs, le tableau se divise en trois parties : le haut montre une dominante verte — sur laquelle se détache la tête du modèle — et marron clair — les boiseries murales ; au milieu, se tient le corps du modèle dans sa dominante rose (son visage et sa robe) qui contraste avec le rouge profond de la banquette ; enfin dans le dernier tiers du tableau, est prégnant le gris du marbre de la table. 
La jeune femme est probablement l’actrice Ellen Andrée, qui pose ici dans un décor de café reproduit en atelier, et semble figée dans une rêverie douce et mélancolique. Au moment où le tableau est composé, courant 1877, Ellen André a déjà posé pour le peintre. L'historien de l'art Theodore Reff (en) émet cette hypothèse.
Le café reproduit est peut-être celui du café de la Nouvelle Athènes, lieu de rencontre du mouvement impressionniste.

## Histoire du tableau
La toile est signalée une première fois par la revue La Vie moderne (1880) publiée par Georges Charpentier qui avait aussi une galerie.
Manet vend sa toile au collectionneur français Charles Deudon vers 1881 qui était marié à la fille d'un important industriel minier britannique. Après sa mort en mai 1914, sa veuve hérite de la toile. Elle est ensuite vendue en 1919 au galeriste français Paul Rosenberg qui l'expose plusieurs fois, dont chez Georges Wildenstein à New York en 1921-1922. En 1927, elle se retrouve dans les collections du banquier américain Arthur Sachs (1880-1975) jusqu'en 1948, vendue au marchand Knoedler qui la revend à Paul Mellon en 1961. Elle est ensuite offerte à la National Gallery of Art de Washington D.C. en 1971.